# Brosimum guianense
Brosimum guianense là một loài thực vật có hoa trong họ Moraceae. Loài này được (Aubl.) Huber ex Ducke mô tả khoa học đầu tiên năm 1913.

## Hình ảnh

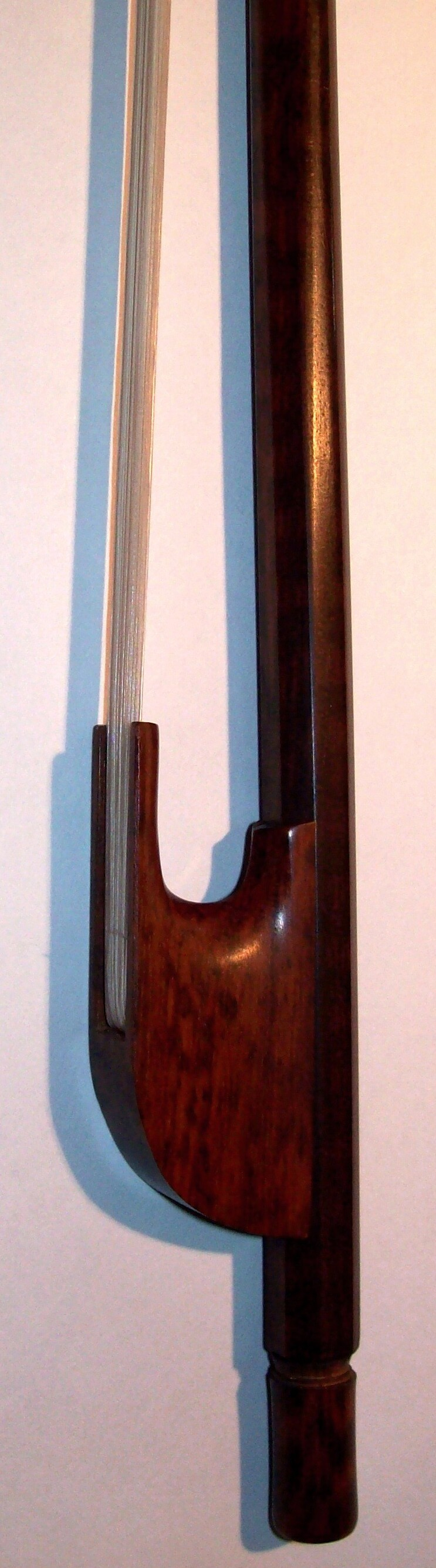
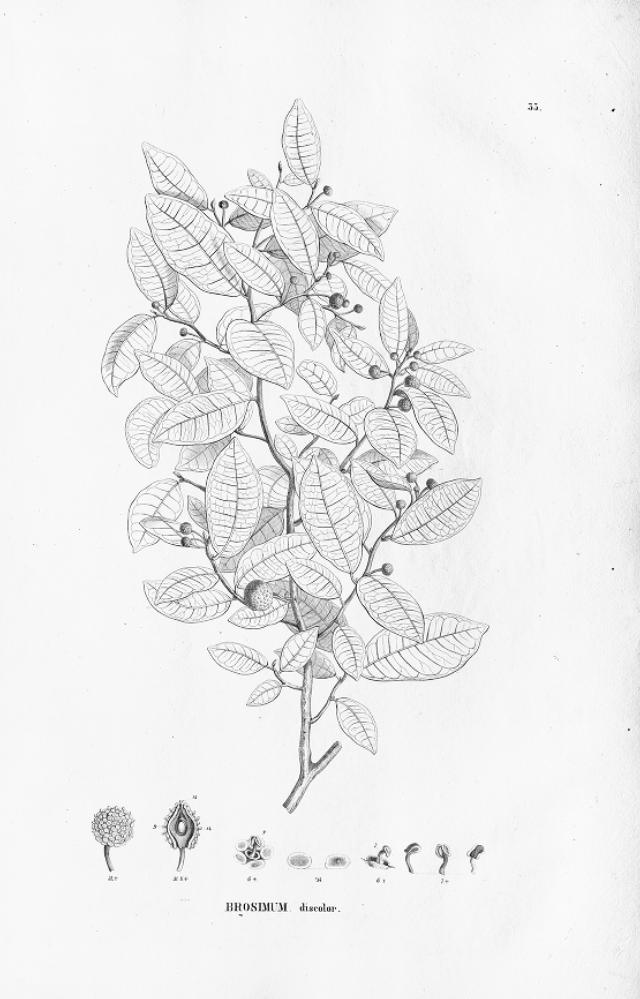